# دوبونت بايونير
تعد دوبونت بايونير-التي كانت سابقًا تُدعَى بايونير هاي بريد- شركة أمريكية كبرى مجالها تصنيع الحبوب الهجينة في مجال الزراعة. فهي تعد من المنتجين الرئيسيين للكائنات المعدلة وراثيًا (GMOs) متضمنة تلك المحاصيل المعدلة وراثيًا  لمقاومة الحشرات ومبيدات الأعشاب.
التاريخ
في عام 1926 أسس هنري والاس -محرر مجلة المزرعة ونائب الرئيس الأمريكي المستقبلي آنذاك- جنبًا إلى جنب مع مجموعة رجال الأعمال  في دي موين بولاية آيوا الأمريكية شركة هاي-بريد للذرة. فقام والاس بعدة تجارب لتهجين الذرة وأصبح مقتنعاً بأن الذرة المُهَجنة ستصبح مهمة.

## الجدول الزمني
- عام 1924 بدأ هنري والاس ببيع «كوبر كروس» وهي أول منتج تجاري لبذور الذرة المُهَجنَة.
- عام 1926 تأسست شركة «هاي- بريد كورن» في مدينة دي موين بولاية آيوا الأمريكية، برأس مال قدره 7000 دولار.[3]
- عام 1931 وافق روزويل جارست على إنتاج /توزيع البذور. وفي العام التالي، تعاون جارست مع تشارلز توماس لتشكيل شركة «جارست وتوماس لحبوب الذرة».
- عام 1935 تم إضافة بايونير إلى اسم الشركة لتمييزها عن شركات الذرة الهجينة الأخرى، فأصبح الاسم الكامل هو «شركة بايونير هاي-بريد كورن».
- عام 1936 أسست شركة بايونير مزارع «هاي-لاين» للدواجن، والتي عرفت فيما بعد باسم «هاي-لاين الدولية» والتي بدورها تنتج دجاج هجين بواسطة البيض.علاوة على ماسبق، شغل هنري ب. والاس (ابن هنري والاس) منصب رئيس شركة «هاي-لاين» حتى عام 1975.
- عام 1949 بلغت مبيعات بايونير السنوية مليون وحدة.
- عام 1964 تم تأسيس أول محطة أبحاث خارج أمريكا الشمالية في جامايكا.
- عام 1970 تم تغيير اسم الشركة إلى شركة مسجلة تُدعى بايونير هاي-بريد العالمية.
- عام 1973 أصبحت شركة تجارية عامة (شركة عامة مساهمة).
- عام 1973 حصلت شركة بايونير على خط إنتاج فول الصويا عن طريق شراء شركة بيترسون للبذور.
- عام 1975 مشتريات لشركات Lankhartt و Lockett (تجارة بذرة القطن).
- عام 1977 استحوذت شركة بايونير على قسم المنتجات الميكروبية لتطوير سلالات بكتيرية لتلقيحها في السيلاج.
- عام 1978 إدارة هاي-لاين العالمية.
- عام 1981 أصبحت شركة بايونير رائدة السوق في مبيعات الذرة في أمريكا الشمالية.
- عام 1982 تجاوزت المبيعات السنوية  10 ملايين دولار أمريكي.
- عام 1983 تم تغيير اسم خط إنتاج فول الصويا من بيترسون إلى بايونير.
- عام 1991 اشترت شركة بايونير مليوني سهم وعقدت شراكة مع حبوب ميكوجن لتطوير مقاومة حشرة BT -والتي تعرف باسم عصية تورينجيا نسيس- في الذرة أو السرغوم (الذرة البيضاء الرفيعة) وفول الصويا والكانولا ودوار الشمس وبذور أخرى. ولقد باعت شركة بايونير الأسهم في عام 1998. وأصبحت بايونير أول علامة تجارية لفول الصويا في أمريكا الشمالية.
- عام 1992 دفعت شركة بايونير مبلغًا قدره 450 ألف دولار أمريكي إلى شركة مونسانتو للحصول على الحقوق التي تتعلق بحبوب فول الصويا المعدلة وراثيًا والتي بدورها تقاوم مبيدات الأعشاب التي تحتوي على الغليفوسات.
- عام 1993 دفعت شركة بايونير مبلغًا قدره 38 مليون دولار أمريكي لشركة مونسانتو لحقوقها فيما يتعلق ب في حبوب الذرة المعدلة التي تحتوي على BT والتي تقاوم الفرشات المُتلِفة للذرة.
- عام 1995أُدرِجت شركة بايونير في بورصة نيويورك ك "PHYB".
- عام 1996 حصلت بايونير على  حِصة بنسبة 20% في شركة صن سييدز، وهي شركة تنتج بذور الخضروات الهجينة  مقابل تشغيل بذور خضروات شركة بايونير.
- عام 1997 حصلت شركة دوبوينت على حِصة نسبتها 20% في شركة بايونير وشكلت الشركات مشروعًا مشتركًا يسمى حبوب أوبتيمام كواليتي ش.ذ.م.
- في عام 1999  اشترت دوبوينت  نسبة 80% المتبقية من بايونير مقابل 7.7 مليار دولار أمريكي.[3]
- عام 2006 أعلنت شركتا  دوبوينت وسينجنتا عن جريين ليف جيناتكس ش.ذ.م.م، وهي مشروع مشترك لتسويق علم الوراثة للبذور وخصائص التكنولوجيا الحيوية.
- عام 2010 أنهت الشركتان مشروعهما المشترك «جريين ليف جيناتكس ش.ذ.م.م» حيث احتفظت شركة «سينجنتا» بحقوق الملكية كاملة.
- عام 2012 أعلنت بايونير  عن تحديث للاسم التجاري للشركة ليصبح ليكون دوبونت بايونير.
- عام 2012 دعوى قضائية من قِبَل 200 شخص من سكان وايميا في كواي ضد شركتي  بايونير هاي-بريد العالمية ودوبونت بسبب المبيدات والغبار.[4]
- عام 2013 وافقت شركة دوبونت دفع-على الأقل- 1.75 بليون في صفقة ترخيص جديدة وقد وافقت الشركتان على حل معاركهم القانونية المريرة حول حقوق التكنولوجيا للبذور المعدلة وراثيًا.[5]
- عام 2014 أعلنت شركة إس&دابليو للحبوب عن إغلاق اقتناء أصول دوبونت بايونير لبحوث البرسيم وأصول الإنتاج.[6]
- عام 2017 تم الدمج مع دوأرجو سينسيز لتكوين قسم الزراعة في دو دوبنت.

## في الوقت الحالي
يقع المقر الرئيسي لشركة دوبونت بايونير في جونستون في ولاية أيوا بالولايات المتحدة الأمريكية مع مكاتب إضافية في جميع أنحاء العالم. تقوم شركة بايونير بإنتاج، تسويق وبيع بذور الذرة الهجينة في حوالي 70 دولة حول العالم. كما تقوم الشركة بتسويق وبيع البذور الهجينة بالإضافة إلى تحسين عدة أنواع أخرى من السرغوم (الذرة البيضاء الرفيعة)، عباد الشمس، فول الصويا، البرسيم، الكانولا، الأرز والقمح بالإضافة إلى العلف والمواد المضافة للحبوب. تقوم بايونير ببيع منتجاتها من خلال مجموعة متنوعة من المؤسسات بما في ذلك الشركات التابعة الخاصة لها بالكامل مثل  (كاري سييد، نيوتك سييد، هوجيمير هايبردز، دويبلز سييد، سييد كونسلتنت (شركة مسجلة)، تيرال سييدز، أجفنتشر (شركة مسجلة) بلإضافة إلى المشاريع المشتركة، ممثلي المبيعات والتجار المستقلين مثل بورووس هايبرجز وبيك سوبيريور هايبردز.
علاوة على ما سبق، تقوم شركة بايونير بصناعة وبيع البذور الهجينة والمعدلة وراثيًا، والتي يصبح بعضها   غذاء مُعَدل وراثًيا. وتشمل الجينات المعدلة في منتجاتهم: جين لايبرتي لينك الذي يقام باير إيجنيت ومبيدات أعشاب ليبرتي، جين هيركليس I الذي يحمي ضد العديد من الحشرات، جين هيركليس RW الذي يوفر الحماية ضد حشرات أخرى، جين ييلد جارد بور الذي يوفر الحماية ضد نوع أخر من الحشرات، جين رواند أب للذرة 2 الذي يوفر للمحصول حماية ضد مبيدات أعشاب الغليوفسات. كذلك حصلت شركة Dupont Pioneer على موافقة لبدء تسويق بلينش فول الصويا، والذي يحتوي على «أعلى نسبة لحمض الأوليك أكثر من أي منتج فول الصويا آخر بنسبة أكثر من 75%». وتم تعديل البلينش وراثيًا لكي يمنع تكون الإنزيمات والتي تكون سلاسل من حمض الأوليك وبالتالي تكون الدهون المشبعة التي تؤدي بدورها إلى تراكم الأحماض الأحادية غير المشبعة.
وفي عام 2011 رفع 150 شخصًا من سكان  سكان وايميا بولاية كواي ضد بايونير. وتتألف الدعوة القضائية من 58 صفحة توضح ما تقوم به بايونير في مجال الهندسة الوراثية في بذور المحاصيل في حقول مجاورة لوايما بشكل غير قانوني مستخدمة المبيدات الحشرية والغبار المحمل بالمبيدات الذي يهب بواسطة الرياح بإتجاه منازل السكان بصورة يومية لأكثر من 10 سنوات.